# Ivan Marija Marušič
Ivan Marija Marušič (tudi Marusig, Marussig), slovenski rimskokatoliški duhovnik in goriški kronist, * 17. junij 1641, Gorica, † 13. avgust 1712, Gorica.
Rodil se je v Gorici staršema Damijanu in Ani Marušič. V Gorici je končal humanistične študije in nadaljeval šolanje v Celovcu, od koder ga je povabila opatinja samostana sv. Klare v Gorico za kaplana. 3. februarja 1669 je že deloval kot kaplan ter bil od 1673 dalje spovednik v istem samostanu. Kasneje je deloval v goriški stolnici. Pred smrtjo je urejal svoje rokopise, v katerih je popisal dogodke in ljudi. Marušič se ni nikjer posebej narodnostno opredeljeval, podpisoval se je kot Marusig, pisal pa v italijanščini in furlanščini. Slovencev v svojih delih posebej ne omenja, omenja pa Hrvate. Zato ga imajo italijanski zgodovinopisci za Furlana. Sodeč, da je bil nedvomno slovenskega rodu in da je sam pisavo svojega priimka najbolj približal pravopisni podobi, ni nobenega razloga, da bi ne smeli njegovega priimka zapisati kot Marušič.
Marušičevo najstarejše in najbolj znano delo je dnevnik o kugi, ki je na Goriškem morila leta 1682 - Relatione del Contaggio successo in Goritia, et sua origine l'anno 1682. Ta Marušičev rokopis je bil doslej objavljen v več nekritičnih objavah, tudi v slovenskih izvlečkih, kot zgodovinski vir pa ga navajajo mnogi pisci goriške zgodovine.